# Choerodon azurio
Choerodon azurio é uma espécie de peixe da família Labridae.
Pode ser encontrada nos seguintes países: China, Hong Kong, Japão, Coreia do Norte, Coreia do Sul e Taiwan.
Os seus habitats naturais são: mar aberto, mar costeiro, pradarias aquáticas subtidais e recifes de coral.
Está ameaçada por perda de habitat.